# Mys Vitjaz’
Mys Vitjaz’ (englische Transkription von russisch Мыс Витязь Mys Witjas, deutsch ‚Ritterkap‘) ist ein Kap an der Küste des ostantarktischen Enderbylands. Es liegt nordöstlich des Forefinger Point.
Russische Wissenschaftler benannten es. Der weitere Benennungshintergrund ist nicht überliefert.